# Constantin I. Aramă
Constantin I. Aramă (n. 29 septembrie 1919, Iași – d. 24 martie 2003, București) a fost un inginer român, membru al Academiei Române (membru corespondent din 21 martie 1963 și membru titular din 18 decembrie 1991).

## Biografie
În 1938, Constantin Aramă a fost admis la Imperial College of Science and Technology din Londra, la clasa Motoare.
Datorită izbucnirii celui de-al Doilea Război Mondial a fost obligat să întrerupă studiile în Anglia și s-a transferat la Școala Politehnică din București, Facultatea de Electromecanică, unde a luat licența de inginer în anul 1942.
După absolvire și până în 1945 a lucrat la Atelierele CFR Grivița și concomitent, începând cu anul 1943, a îndeplinit funcția de asistent la Catedra de motoare cu ardere internă a Institutului Politehnic București.
După 1945 s-a consacrat exclusiv activității didactice. A ocupat succesiv funcțiile de șef de lucrări, conferențiar, din 1948, și profesor, din 1951. În 1956, Constantin Aramă a fost promovat șef al Catedrei de motoare cu ardere internă din Institutul Politehnic București, funcție pe care a deținut-o până în 1961.
În 1948 a fost numit șeful Secției de Termotehnică din Institutul de Energetică al Academiei Române, funcție pe care a deținut-o până în 1959.
Una din cele mai importante contribuții ale academicianului Constantin Aramă la dezvoltarea științei o constituie fundamentarea noii discipline cunoscută sub numele de „terotehnică”. Primul tratat de terotehnică a apărut sub semnătura lui Constantin Aramă în anul 1976.

## Scrieri
- 1962: Combustibili și lubrifianți pentru motoare;
- 1972: Cercetarea în domeniul construcțiilor de mașini;
- 1974: Economia de combustibili pentru automobile;
- 1975: Poluarea aerului de către motoarele cu ardere internă. Reducerea poluării și economicitate;
- 1976: Terotehnica.